# Aníbal Muñoz Duque
Aníbal Muñoz Duque (3 października 1908 w Santa Rosa de Osos - 15 stycznia 1987 w Bogocie) – kolumbijski duchowny katolicki, kardynał.

## Życiorys
Studiował w seminarium w Santa Rosa de Osos; tam także przyjął święcenia kapłańskie 19 listopada 1933. W latach 1933–1937 wykładał oraz pełnił funkcję prefekta Niższego Seminarium przy Instytucie Misyjnym w Yarumal, 1937–1950 rektor tego Instytutu. 1950-1951 prowikariusz generalny diecezji Santa Rosa de Osos.
8 kwietnia 1951 został mianowany biskupem Socorro y San Gil i przyjął sakrę biskupią 27 maja 1951 w Yarumal z rąk Antonio Samore, nuncjusza apostolskiego w Kolumbii. W grudniu 1952 został przeniesiony na biskupstwo Bucaramanga, a w sierpniu 1959 promowany na arcybiskupa Nueva Pamplona.
Brał udział w obradach Soboru Watykańskiego II (1962-1965), następnie w sesjach Światowego Synodu Biskupów w Watykanie. W latach 1964–1972 przewodniczący Konferencji Episkopatu Kolumbii; w kwietniu 1967 mianowany administratorem apostolskim sede plena Bogoty, 30 marca 1968 otrzymał tytularną stolicę arcybiskupią Cariana, a 2 lutego 1969 nominację na koadiutora Bogoty z prawem następstwa. Od lipca 1972 arcybiskup Bogoty i wojskowy ordynariusz Kolumbii.
5 marca 1973 mianowany przez papieża Pawła VI kardynałem, z tytułem prezbitera S. Bartolomeo all'Isola. Brał udział w obu konklawe w 1978. W czerwcu 1984 złożył rezygnację z dalszych rządów w archidiecezji Bogota w związku z osiągnięciem wieku emerytalnego.